# Elisabeth Schumann (Leichtathletin)
Elisabeth „Liesel“ Schumann (geborene Sireni; * 10. August 1907; † 1967) war eine deutsche Leichtathletin, die für Schwarz-Weiß Essen startete.

## Erfolge
Sie gehörte in der Zwischenkriegszeit zehn Jahre lang zur Weltspitze im Speerwurf. Folgende Leistungen sind für sie verzeichnet (in Klammern Platzierung auf der Weltbestenliste):
- 1925: 30,73 m (Platz 7)
- 1926: 34,50 m (Platz 3)
- 1927: 34,29 m (Platz 9)
- 1928: 39,04 m (Platz 2)
- 1929: 38,87 m (Platz 1)
- 1930: 42,32 m (Platz 1)
- 1931: 40,93 m (Platz 2)
- 1932: 41,45 m (Platz 5)
- 1933: 41,92 m (Platz 1)
- 1934: 37,38 m (Platz 24)
- 1935: 39,82 m (Platz 18)

Im Jahr 1933 wurde sie mit einer Weite von 39,35 m Deutsche Meisterin vor Gerda Link und Tilly Fleischer, nachdem sie zuvor dreimal in Folge Vizemeisterin geworden war.
Ihren größten Erfolg feierte sie 1930 bei den Frauen-Weltspielen in Prag, wo sie mit einem Wurf über 42,32 m die Goldmedaille gewann und ihre Landsmännin Auguste Hargus (40,99 m) und die Japanerin Kinue Hitomi (37,01 m) auf die Plätze 2 und 3 verwies. Im gleichen Jahr gewann sie bei den Deutschen Leichtathletik-Meisterschaften die Silbermedaille.
An den Olympischen Spielen 1928 in Amsterdam nahm sie nicht teil, da der Speerwurf dort nicht auf dem Programm stand. 1932 in Los Angeles war Deutschland mit Ellen Braumüller und Tilly Fleischer vertreten, die die Plätze 2 und 3 belegten.